# آلوی ری اسمیت
آلوی ری اسمیت سوم (Alvy Ray Smith III) (متولد ۸ سپتامبر ۱۹۴۳)، یک دانشمند علوم کامپیوتر و یکی از بنیان‌گذاران بخش کامپیوتر لوکاس‌فیلم و پیکسار است، او در توسعه انیمیشن کامپیوتری به فیلم بلند در دهه‌های ۱۹۸۰ و ۱۹۹۰ سهم داشت.

## تحصیلات
در سال ۱۹۶۵ میلادی، آلوی اسمیت لیسانس‌اش را در مهندسی برق از دانشگاه ایالتی نیومکزیکو (NMSU) دریافت کرد. او اولین گرافیک کامپیوتری خود را در سال ۱۹۶۵ میلادی در NMSU ساخت. در سال ۱۹۷۰ میلادی دکترایش را از دانشگاه استنفورد در علوم کامپیوتر، با پایان‌نامه‌ای در مورد تیوری اوتوماتای سلولی با نظارت مشترک مایکل ای آربیب، ادوارد جی مک‌کلسکی و برنارد ویدرو دریافت نمود.

## حرفه
اولین نمایش هنری او در قهوه‌خانه استنفورد بود. از سال ۱۹۶۹ تا ۱۹۷۳ میلادی او اسوشیت پروفسور مهندسی برق و علوم کامپیوتر در دانشگاه نیویورک، تحت ریاست هربرت فریمن، یکی از اولین پژوهش‌گران گرافیک کامپیوتر بود. او در سال ۱۹۷۴ میلادی مختصراً در دانشگاه کالیفرنیا، برکلی تدریس کرد.
زمانی که اسمیت در سال ۱۹۷۴ میلادی در زیراکس PARC بود، با ریچارد شوپ روی SuperPaint، یکی از اولین ویرایش‌گران گرافیک شطرنجی در کامپیوتر یا برنامه‌های «paint» کار کرد. سهم بزرگ اسمیت در این نرم‌افزار، ساختن فضای رنگ HSV بود که به نام HSB نیز شناخته می‌شود. او اولین انیمیشن کامپیوتری‌اش را در سیستم SuperPaint ساخت.
در سال ۱۹۷۵ میلادی، اسمیت به لابراتوار جدید گرافیک کامپیوتر در مؤسسه فناوری نیویورک (NYIT) پیوست، جاییکه به او شغل «کوانتوم‌های اطلاعاتی» داده شده بود. در آنجا زمانی که او در استدیوی سنتی cel animation کار می‌کرد، با اد کاتمول و چندین کارمند مرکزی پیکسار ملاقات نمود. اسمیت بر یک سلسله برنامه‌های جدیدتر paint، شامل Paint3، اولین ویرایش‌گر گرافیک شطرنجی رنگ واقعی، کار می‌کرد. او به عنوان بخشی از کارش، یکی از مخترعین مفهوم آلفا چینل بود. همچنین برنامه‌نویس و همکار انیمیشن Sunstone اد امشویلر بود که در مجموعه موزه هنر مدرن در نیویورک گنجانیده شده‌است. اسمیت تا سال ۱۹۷۹ میلادی در NYIT و بعداً به‌طور مختصر در لابراتوار پیشرانه جت با جیم بلین در مجموعه تلویزیونی Carl Sagan Cosmos: A Personal Voyage کار نمود.
اسمیت همراه اد کتمل، اعضای بنیان‌گذار بخش کامپیوتری لوکاس‌فیلم بودند و نرم‌افزار گرافیک کامپیوتری، شامل فناوری رندر اولیه را توسعه می‌دادند. اسمیت به عنوان مدیر پروژه گرافیک کامپیوتری «Genesis Demo» را در Star Trek II: The Wrath of Khan ساخته و کارگردانی کرد و همچنین فیلم کوتاه انیمیشن ماجراهای آندره و والی بی (The Adventures of Andre & Wally B) را که توسط جان لاستر انیمیشن سازی شده بود، ایده داده و کارگرانی کرد. در مقطعی در دهه ۱۹۸۰، یک طراح پیشنهاد نمود که یک کامپیوتر ترکیبی دیجیتال جدید را «Picture Maker» نام‌گذاری نماید. اسمیت فکر می‌کرد که دستگاه لیزری یک نام جذابی دارد و اسم «پیکسر» را برگزید که بعد از یک جلسه به «پیکسار» تغییر یافت.
اسمیت و کتمول در سال ۱۹۸۶ میلادی با حمایه مالی استیف جابز مشترکاً پیکسار را تأسیس کردند. پس از جدایی از لوکاس‌فیلم در پیکسار به‌صفت هیئت مدیره ایفای وظیفه کرد و معاون اجرائی بود. بر اساس زندگی‌نامه استیف جابز iCon توسط جفری اس یانگ و ویلیام ال سیمون، آلوی ری پس از یک بحث شدید با جابز در مورد استفاده از تخته سفید پیکسار را ترک کرد. قانون نانوشته‌ای وجود داشت که هیچ‌کس به‌جز جابز اجازه ندارد از آن استفاده کند، قانونی که اسمیت خواست در مقابل همه آن را بشکند که پس از آن جابز به مثابه «قلدر کوچه‌ی» او را مورد تهدید قرار داد و آن‌ها با «تمام خشم» بر یک‌دیگر فریاد زدند. با وجودی‌که او از مؤسسین پیکسار بود، یانگ و سیمون مدعی اند که این شرکت از زمان خروج او سهمش را در تاریخ شرکت نادیده گرفته‌است. به‌طور مثال، در وب سایت پیکسار هیچ نامی از اسمیت برده نشده‌است.
او به مدت چهار سال (۱۹۸۸–۱۹۹۲) عضو هیئت سرپرستان کتابخانه ملی طبی در بیتسدا، ماریلند بود، جاییکه او در افتتاح پروژه انسان قابل دید، نقش بازی کرد.
در سال ۱۹۹۱ میلادی، اسمیت پیکسار را رها کرده و با اریک لیونس و نیکولاس کلی، نرم‌افزار آلتامیرا را بنیان‌گذاری کرد. آلتامیرا در سال ۱۹۹۴ توسط مایکروسافت خریداری شد. پیکسار سال بعدی Toy Story را منتظر کرد و عمومی شد و کمک کرد تا استیف جابز دوباره در اپل بازگردد.
اسمیت در سال ۱۹۹۹ از مایکروسافت بازنشسته شد و فعلاً به سخنرانی‌ها می‌پردازد، عکس‌های دیجیتالی می‌سازد، نسب‌شناسی علمی انجام می‌دهد و در مورد تاریخ تکنیک تحقیق می‌کند. او در سیتل، واشینگتن زندگی می‌کند. اسمیت در سال ۲۰۱۰ میلادی با الیسون گوپنیک، نویسنده و پروفسور روانشناسی در دانشگاه کالیفرنیا، برکلی ازدواج کرد.

## جوایز
اسمیت همراه با همکارانش برای مشارکت علمی و مهندسی شان توسط آکادمی هنرها و علوم تصاویر متحرک دو بار، در ترکیب عکس دیجیتالی (جایزه ۱۹۹۶) و سیستم‌های رنگ دیجیتالی (جایزه ۱۹۹۸) تقدیر شدند.
اسمیت و ریچارد شوپ در سال ۱۹۹۰ میلادی به دلیل توسعه برنامه‌های paint جایزه دستاورد گرافیک کامپیوتری ACM SIGGRAPH را دریافت کردند. اسمیت در سال ۱۹۹۷ میلادی سخنرانی Forsythe را در دانشگاه استنفورد، جاییکه او در سال ۱۹۷۰ دکترایش را به‌دست آورده بود، ارائه کرد. دانشگاه دولتی نیو مکزیکو که اسمیت لیسانس‌اش را آنجا گرفته بود، در دسامبر ۱۹۹۹ به او دکترای افتخاری تفویض کرد. او در سال ۲۰۰۴ میلادی در تالار مشاهیر صنعت CRN در موزه تاریخ کامپیوتر در ماونتن ویو، کالیفرنیا ثبت شد. اسمیت در سال ۲۰۰۶ به عنوان عضو آکادمی ملی مهندسی انتخاب گردید. در سال ۲۰۱۰ او به عنوان همکار انجمن تبارشناسان آمریکایی انتخاب شده و به دلیل توسعه‌دادن «بهزیستی انسان‌ها» جایزه واشینگتن را در شیکاگو دریافت کرد. در سال ۲۰۱۱ او به دلیل دستاورد مادام‌العمر در گرافیک کامپیوتری، جایزه ویژه Mundos Digitales را در لا کورونا، اسپانیا دریافت کرد. اسمیت در سال ۲۰۱۲ جایزه دستاورد مادام‌العمر سمپوزیم رسانه‌های دیجیتالی را در بولدر، کولورادو دریافت نمود و در دانشگاه دولتی مکزیک جدید در حلقه افتخارات، لوحی را از آن خود کرد. در سال ۲۰۱۳ او به عنوان همکار انجمن آمریکایی پیشرفت علوم انتخاب شد. اسمیت در طول زندگی حرفه‌ی‌اش کمک‌های متعدد مالی را از بنیاد ملی علوم و بنیاد ملی هنرها دریافت نمود.

## ارجاعات
1. 1 2  Smith, Alvy Ray (August 1978). "Color gamut transform pairs". Computer Graphics. 12 (3): 12–19. doi:10.1145/965139.807361.
2. ↑  Price, p. 74
3. ↑  Isaacson, pp. xv, 244
4. ↑  "Pixar Founding Documents". alvyray.com. Archived from the original on 2005-04-27. Retrieved 2012-07-25. Listed here are the 38 founding employees who came with the two cofounders to Pixar.
5. ↑  آلوی ری اسمیت در پروژه تبارشناسی ریاضی.
6. ↑  "People Behind the Pixels". www.historyofcg.com.
7. ↑  Kieron Johnson (2017-04-28). "Pixar's Co-Founders Heard 'No' 45 Times Before Steve Jobs Said 'Yes'". Entrepreneur.com. Retrieved 2018-04-11.
8. ↑  Smith, Alvy Ray (July 20, 1984). "THE ADVENTURES OF ANDRE & WALLY B. Summary" (PDF). Alvy Ray Smith. Retrieved April 15, 2012.
9. ↑  Jones, Brian Jay (2016). George Lucas: A Life. New York City: Little, Brown and Company. pp. 289–90. ISBN 978-0-316-25744-2.
10. ↑  "Archived copy". Archived from the original on 2005-04-27. Retrieved 2011-01-11.{{cite web}}:  نگهداری یادکرد:عنوان آرشیو به جای عنوان (link)
11. ↑  Isaacson, pp. 244-245
12. ↑  S, Pangambam (June 21, 2014). "Steve Jobs One Last Thing (2011 Documentary) Transcript". The Singju Post.
13. ↑  Simon and Young, p. 185
14. ↑  "Letter to Pixar president Ed Catmull" (PDF).
15. ↑  Clancy, Heather. "Alvy Ray Smith". Crn.com. Archived from the original on 2011-05-11. Retrieved 2011-01-21.
16. ↑  Gopnik, Alison (14 September 2015). "How an 18th-Century Philosopher Helped Solve My Midlife Crisis". The Atlantic (October 2015).
17. ↑  «نسخه آرشیو شده». بایگانی‌شده از اصلی در ۱۶ دسامبر ۲۰۰۸. دریافت‌شده در ۱۰ ژانویه ۲۰۲۲.
18. ↑  "1990 Computer Graphics Achievement Award: Richard Shoup and Alvy Ray Smith". ACM SIGGRAPH (به انگلیسی). Retrieved 2020-11-19.
19. ↑  Hill, Karl, "NMSU graduate elected to National Academy of Engineering" بایگانی‌شده  در ۱ دسامبر ۲۰۲۰ توسط Wayback Machine, NMSU News, March 30, 2006.
20. ↑  Smith's alma mater awards him an honorary doctorate, Panorama, New Mexico State University, December 1999 (archived 2001)
21. ↑  Hill, Karl, "Rancher, computer graphics pioneer to receive honorary doctorates at NMSU's Fall Commencement" بایگانی‌شده  در ۳۰ نوامبر ۲۰۲۰ توسط Wayback Machine, NMSU News, December 6, 1999
22. ↑  Washington Award